# Berlinale 1988
La Berlinale 1988, 38e édition du festival international du film de Berlin (38. Internationalen Filmfestspiele Berlin), s'est tenue du 12 au 23 février 1988.

## Jury
- Guglielmo Biraghi, président du jury (Italie)
- Ellen Burstyn, coprésidente du jury (États-Unis)
- Heiner Carow (Allemagne de l'Est)
- Eberhard Junkersdorf (Allemagne de l'Ouest)
- Tom Luddy (États-Unis)
- Heinz Rathsack (Allemagne de l'Ouest)
- Daniel Schmid (Suisse)
- Andreï Smirnov (URSS)
- Tilda Swinton (Royaume-Uni)
- Anna-Lena Wibom (Suède)
- Pavlos Zannas (Grèce)

## Sélections

### Compétition
La sélection officielle en compétition se compose de 20 films.
- Av Zamani d'Erden Kıral
- Broadcast News de James L. Brooks
- Que l'un porte le fardeau de l'autre (Einer trage des anderen Last) de Lothar Warneke
- Terre interdite (Ground Zero) de Bruce Myles et Michael Pattinson
- Le Sorgho rouge (Hóng Gāoliáng) de Zhang Yimou
- Hudodelci de Franci Slak
- Jane B. par Agnès V. d'Agnès Varda[2]
- Jarrapellejos d'Antonio Giménez-Rico
- La Commissaire (Komissar) d'Alexandre Askoldov
- Kung-fu Master d'Agnès Varda
- La deuda interna de Miguel Pereira
- Les Possédés d'Andrzej Wajda
- Life Classes de William D. MacGillivray
- Matka Królów de Janusz Zaorski
- Éclair de lune (Moonstruck) de Norman Jewison
- Phera de Buddhadev Dasgupta
- Theofilos de Lákis Papastáthis
- Walker d'Alex Cox
- Wohin? de Herbert Achternbusch
- Yasemin de Hark Bohm

### Hors compétition
11 films sont présentés hors compétition.
- Alice (Něco z Alenky) de Jan Švankmajer
- Le Bonheur d'Assia d'Andreï Kontchalovski
- Bol'se sveta! de Marina Babak
- Hail! Hail! Rock 'n' Roll de Taylor Hackford
- Cry Freedom de Richard Attenborough
- Empire du soleil (Empire of the Sun) de Steven Spielberg
- Linie 1 de Reinhard Hauff
- La Petite Dorrit (Little Dorrit) de Christine Edzard
- Cinglée (Nuts) de Martin Ritt
- Powaqqatsi de Godfrey Reggio
- September de Woody Allen

## Palmarès
- Ours d'or : Le Sorgho rouge de Zhang Yimou
- Ours d'argent (Grand prix du jury) : La Commissaire d'Alexandre Askoldov
- Ours d'argent du meilleur réalisateur : Norman Jewison pour Éclair de lune
- Ours d'argent du meilleur acteur : Jörg Pose et Manfred Möck pour Que l’un porte le fardeau de l’autre de Lothar Warneke
- Ours d'argent de la meilleure actrice : Holly Hunter pour Broadcast News de James L. Brooks
- Caméra de la Berlinale : Chuck Berry, Richard Attenborough, Ellen Burstyn et Guglielmo Biraghi
- Ours d'or d'honneur : Alec Guinness